# Ilha do Barba Negra
Ilha do Barba Negra är en ö i Brasilien.   Den ligger i delstaten Rio Grande do Sul, i den södra delen av landet, 1 700 km söder om huvudstaden Brasília.